# Dnopherula guangdongensis
Dnopherula guangdongensis is een rechtvleugelig insect uit de familie veldsprinkhanen (Acrididae). De wetenschappelijke naam van deze soort is voor het eerst geldig gepubliceerd in 1986 door Zheng.